# Escoles unitàries de Sant Julià d'Alfou
Les escoles unitàries d'Alfou va ser un projecte de construcció d'escoles municipals dins el terme de Sant Julià d'Alfou, al municipi de Sant Antoni de Vilamajor durant la Segona República. Tot i que el projecte va quedar inacabat degut a la guerra civil, actualment encara existeixen restes de la construcció original.

## Història
En un país amb altes taxes d'alfabetització, l'educació era vista com a sinònim de millora social. Per aquest motiu el moviment obrer i el republicanisme feien bandera de la formació contínua i durant el període republicà es van dur a terme una gran quantitat de projectes per tal de facilitar l'accés a l'educació del conjunt de la societat.
Un d'aquests va ser la iniciativa de construir l'escola d'Alfou. Amb aquest projecte es volia apropar l'escola a la zona occidental del municipi de Sant Antoni de Vilamajor, a la barriada d'Alfou (a les actuals urbanitzacions d'Alfou, Can Miret i les Pungoles).
Engegada pel consistori a començaments del 1937, la construcció recollia, amb escreix, les innovacions pedagògiques del moment: l'educació mixta (una única aula per a nens i nenes), la preocupació per la higiene i l'activitat física (gimnàs cobert, sanitaris i dutxes).
La redacció del projecte constructiu i la direcció de l'obra van recaure en la figura de l'arquitecte municipal, en Joaquin Garcia Alcañiz. Aquest va triar l'emplaçament "Después de una detenida visita por los lugares que por su situación topográfica pudieran reunir mejores condiciones para destinarlo a solar donde elegir la Escuela Unitaria y casa de su Maestro se adoptó el más céntrico situado en un altosano sembrado de pinos de terreno sano y seco y con una explendida visión panorámica en su derredor".
La qualitat i detall de la documentació presentada en el projecte original ha permès dur a terme una recreació tridimensional de l'edifici. Sent aquesta l'única possibilitat de contemplar l'edifici finalitzat ja que degut a la manca de recursos generalitzada del moment, el projecte va haver de ser abandonat.
Amb el pas del temps, les parets de l'escola han restat ocultes per la bosquina, tot esperant dignificar el seu record.